# Wiener Stadthalle

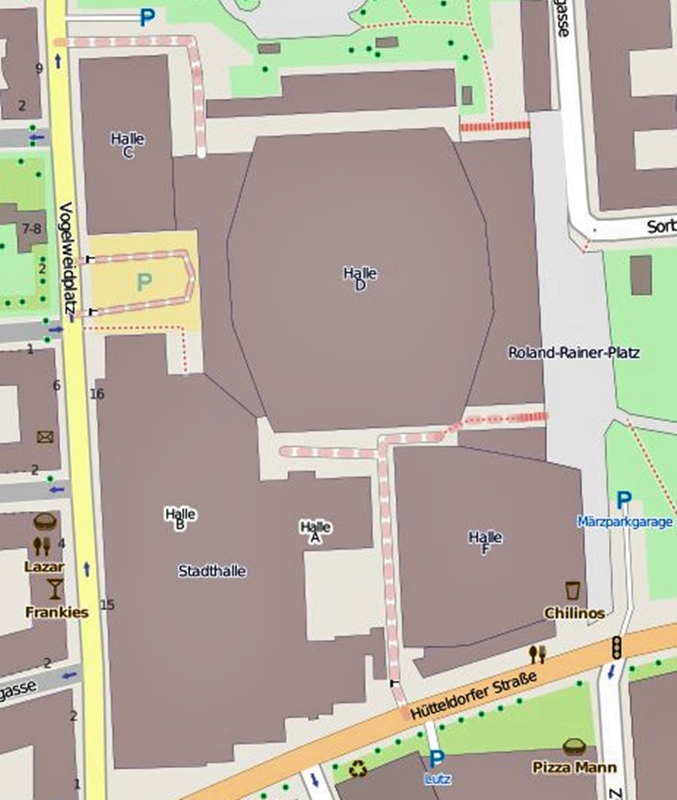
Anläggningens planlösning.

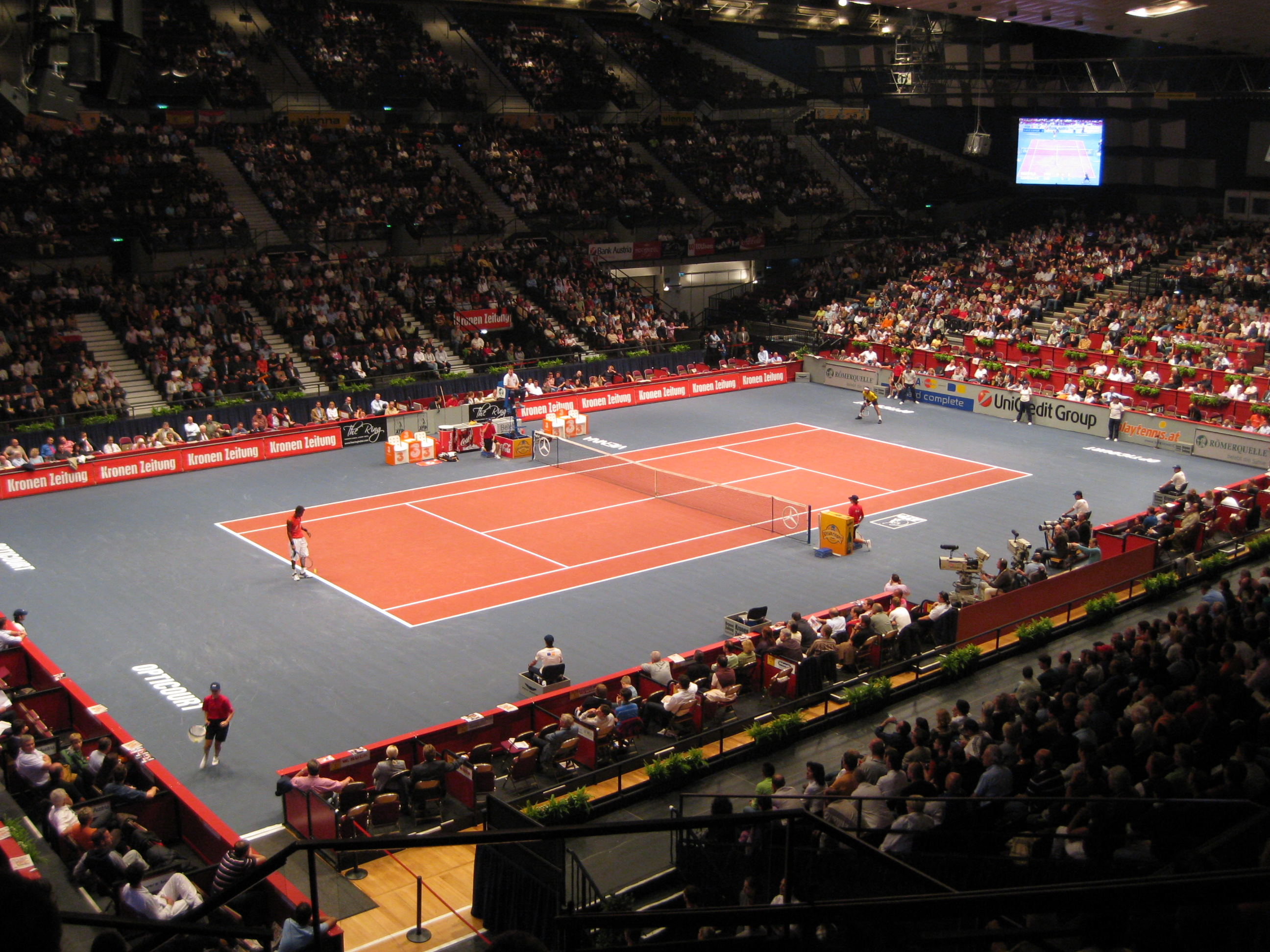
En tennismatch i D-hallen. Turneringen Bank Austria-TennisTrophy, 2008.

Wiener Stadthalle är en inomhusarena i Wien, öppnad 1958. Arenans största hall (D-hallen) har kapacitet för 16 152 åskådare. Här spelades matcher vid VM i ishockey 1967, 1977, 1987, 1996 och 2005. Wiener Stadthalle har även använts av konserter med till exempel Abba, The Rolling Stones, Frank Sinatra, Queen, Bob Dylan, U2, Udo Jürgens, Britney Spears, Christina Aguilera och Mariah Carey.
1974 byggdes en simhall till.
Arenan valdes till värdarena för Eurovision Song Contest 2015 i Österrike efter att Conchita Wurst vunnit året före i Köpenhamn med låten "Rise Like a Phoenix". Måns Zelmerlöw slutade som segrare för Sverige med låten "Heroes" efter att ha fått 365 poäng.

### Fotnoter
1. ↑  Lasse Sandlin (3 maj 1999). ”Tre Kronor tar VM-guld och kungen ringer fel”. Aftonbladet. http://wwwc.aftonbladet.se/arhundradets/dagar/990503.html. Läst 31 januari 2016.
2. ↑  Kjell Nilsson (17 augusti 1996). ”"Vi är på rätt väg". Kent Forsberg ges nu en viss arbetsro. Fakta”. Dagens nyheter. http://www.dn.se/arkiv/sport/vi-ar-pa-ratt-vag-kent-forsberg-ges-nu-en. Läst 31 januari 2016.